# Poás
Der Poás ist ein Vulkan in Costa Rica.

## Geografie
Der Vulkan hat eine Höhe von 2708 Metern und liegt etwa 150 Kilometer südöstlich vom Rincón de la Vieja entfernt im Parque Nacional Volcán Poás. An seinen Flanken wird unter anderem Kaffee angebaut.
Der Poás beherbergt zwei Kraterseen. Der bekanntere nördliche und aktive Krater hat einen Durchmesser von gut 1500 Metern, ist rund 300 Meter tief und birgt die Laguna Caliente, deren Durchmesser 365 Meter beträgt. Es ist ein Säuresee mit einem pH-Wert von weniger als 1 und gehört damit zu den sauersten Kraterseen der Welt. Sein ätzendes Wasser ist intensiv türkisblau.
Der andere Kratersee trägt den Namen Botos. Er ist 14 Meter tief und hat einen Durchmesser von 400 Metern. Beide Kraterseen sind mit Regenwasser gefüllt.
Seit 1. März 2025 ereigneten sich am Poás mehrere phreatische Ausbrüche, bei denen jeweils aschehaltige Schlammfontäne bis zu 400 Meter über die Wasseroberfläche des stark säurehaltigen Kratersees aufstiegen. Der Póas-Nationalpark ist seit 26. März 2025 geschlossen. Seit der Nacht vom 30. auf den 31. März 2025 stößt der Vulkan auch glühende Tephra aus. Die Eruptionswolke stieg bis zu 4300 Meter auf.

## Tourismus
Der Poás zählt zu den Touristenattraktionen Costa Ricas, da eine gut befahrbare Straße bis fast zum Rand des Kraters führt. Wegen eines Ausbruchs im April 2017 war die Zufahrt und Besichtigung des Kraters bis September 2018 gesperrt. Heute kann man den Krater in kleinen, registrierten Gruppen besuchen.